# Венгард SLV-2
Венгард Ес-Ел-Ві-2 (англ. Vanguard SLV-2 — Satellite Launch Vehicle 2 (Ракета-носій для запуску супутника-2), інша назва 20-дюймовий [508 мм] Лайман альфа-2 (англ. Vanguard 20in Lyman-Alpha 2)) — невдала американська спроба запустити штучний супутник Землі. Дев'ятий запуск за програмою Венгард, п'ятий невдалий.
Супутник був алюмінієвою сферою діаметром 508 мм масою 9,98 кг і мав досліджувати спектральні лінії Сонця (лінія Лайман-альфа).
26 червня 1958 року другий ступінь вимкнувся після восьмисекундної роботи. Це зменшило швидкість ракети-носія і вона не досягла точки вмикання третього ступеня.